# Сунвар

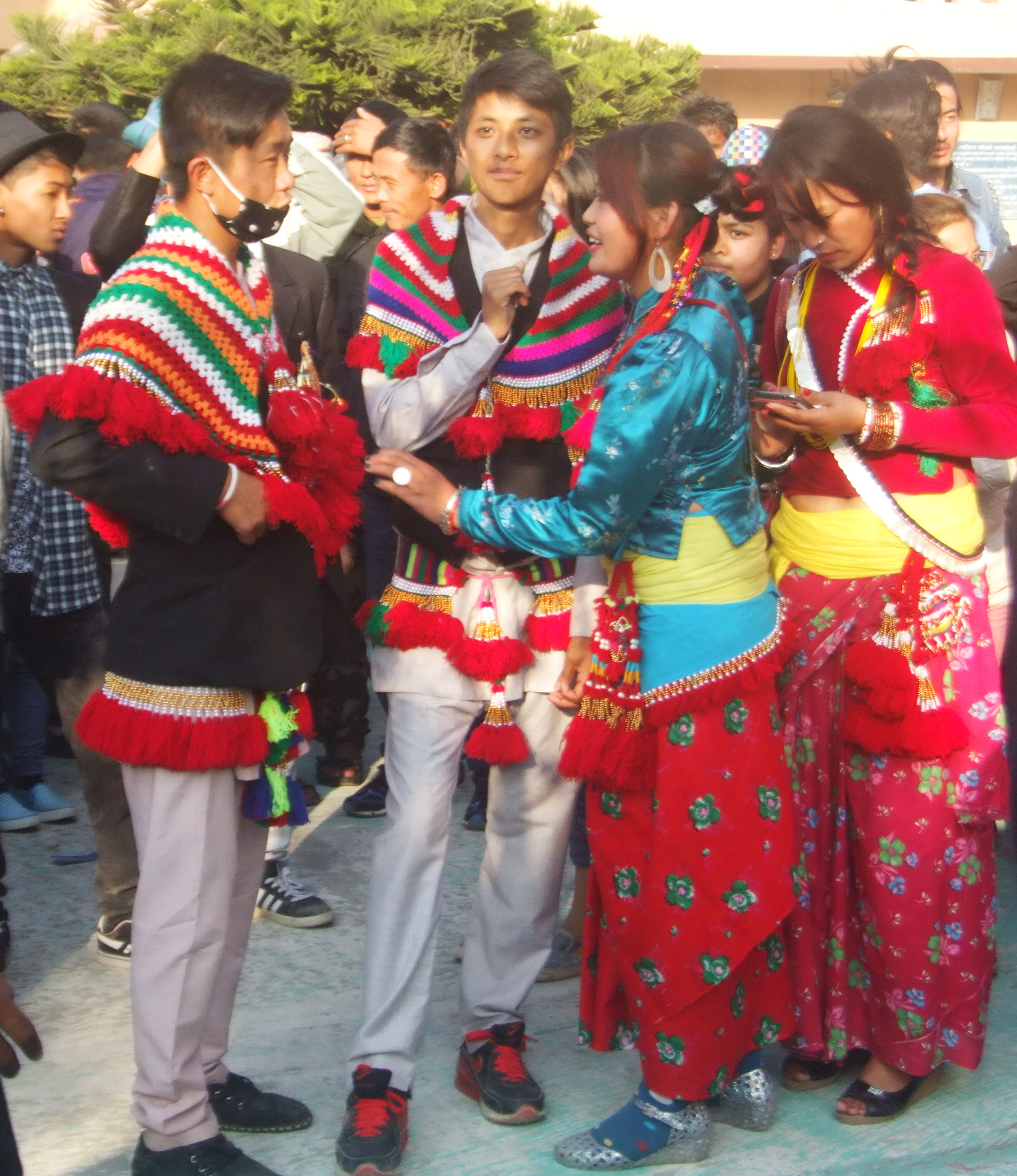

Сунвар (непали: सुनुवार जाति) — народ, относящийся к группе киратов в Непале (северо-восток от долины Катманду; на берегах рек Кхилети-Кхола, Маулунг-Кхола, Сун-Коси). Сунвар относили к числу 16 народов Непала, занимающихся преимущественно подсобным хозяйством [Adam, 1936, p. 536]. Приблизительная численность — 40 тыс. человек.

## Этнический состав
К сунвар исследователи относят также группы сурель (берег реки Сури-Кхола), жирель (джирел) (между реками Тамба-Коси и Кхимти-Кхола), бахинг (предпочитают называть себя «раи», численность их не установлена) [Бобылева, 1999, с.500].

## Язык
Говорят на языке сунвари (сунувар) центральной группы сино-тибетской семьи. Язык имеет членение на говоры.

## Религия
Сунвар и сурель — индуисты, жирель — буддисты-ламаисты, но сохраняются и традиционные верования (культ предков, анимистические и магические представления, шамаизм) [Бобылева, 1999, с.500].

## Быт

### Традиционные занятия
В начале XIX века сунвар занимались подсечно-огневым земледелием, однако, в результате интенсивных миграций народов Центрального и Западного Непала (кхаси, тамангов, гурунгов, магаров) и захвата ими земель, сунвар были вынуждены перейти к иным формам земледелия [Бобылева, 1999, с.500]. На равнинных полях и террасах выращивают такие культуры: кукурузу, просяные, гречиху, картофель, овощи. Был возможен натуральный натуральный обмен сельскохозяйственными продуктами, например, маслом или вещами [Adam, 1936, p. 545]. Разводят крупный рогатый скот (буйволов, свиней, коз), иногда его выпас производится на полях, с которых сняли урожай (во время муссона). Также развиты и такие виды деятельности, как плетение корзин, резьба по дереву, приготовление алкогольного напитка на продажу. Самостоятельно ткань и пряжу не изготавливают, эта продукция заменяется промышленными индийскими хлопчатобумажными тканями.

### Жилище
Поселения разбросанные, что связано с традиционным мышлением. Также, в одном поселении могли жить представители только одной этнической группы (как и в отношении народа магар) [Adam, 1936, p. 543]. Жилище каркасно-столбовое, построено на фундаменте, стены саманные или из глины, обмазаны смесью охры и навоза. Крыша двускатная, из травы и дранки. С начала XX века распространяются одноэтажные однокамерные каменные дома с хозяйственными постройками, расположенными вокруг двора, и двухэтажные каменные дома: нижний этаж — жилой, а верхний — кладовая.

### Пища
Пища — растительная и мясная, молоко не пьют (из него изготавливают масло) (ярко выраженное влияние индуизма).

## Социальная стратификация
Сунвар делятся на 2 группы: «двенадцать кланов» и «десять кланов», живущие вперемешку. Более мелкие неэкзогамные патрилинейные локальные группы насчитывают 7—8 поколений, количество групп увеличивается по мере роста населения: около 70 у сунвар, 20 у жирель, у сурель число неизвестно. Они подразделяются на патрилинейные линиджи [Бобылева, 1999, с.500].

## Брак
Брак преимущественно моногамный, полигиния встречается у богатых. Кузенные браки, распространённые в Западном и Центральном Непале, строго запрещены. Характерны отработки за невесту, похищение с последующей уплатой штрафа. Допускаются развод, второй брак и замужество вдов. Семья преимущественно малая.